# Вільгельм Шпайдель
Вільгельм Шпайдель (нім. Wilhelm Speidel; 8 липня 1895, Метцинген — 3 червня 1970, Нюртінген) — німецький військово-повітряний діяч, генерал авіації.

## Біографія

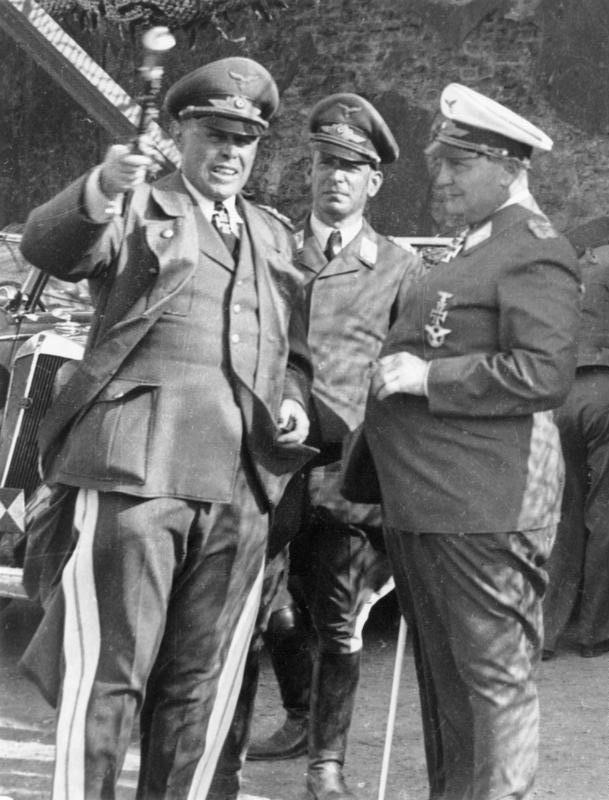
Зліва направо: Альберт Кессельрінг, Шпайдель і Герман Герінг (1940).

26 червня 1913 року вступив в 123-й гренадерський полк. Учасник Першої світової війни, командував взводом, ротою свого полку. З 21 березня 1918 року — командир штурмового батальйону 27-ї піхотної дивізії. Після демобілізації армії залишений в рейхсвері, служив в піхоті. В січні-серпні 1923 року нелегально перебував на території окупованого французами Рура. Пройшов секретну підготовку офіцера Генштабу. 31 березня 1928 року звільнений з армії, але вже 1 лютого 1929 року призначений радником відділу Т3 (розвідка) Військового управління Імперського військового міністерства. З травня 1929 по травень 1930 року перебував у відрядженні в США, де вивчав стан і тактику авіаційних і зенітних з'єднань. 11 червня 1930 року переведений у відділ Т2 (організаційний), а 1 квітня 1933 року — у відділ L1 (ППО). 1 листопада 1933 року переведений в люфтваффе і призначений радником Командного управління. З 1 липня 1935 року — командир авіагрупи «Гібельштадт» і комендант однойменної авіабази. З 1 квітня 1936 року — начальник штабу 3-го авіаційного округу (Берлін), з 1 липня 1938 року — 1-го Командування групи ВПС, з 1 лютого 1939 року — 1-го повітряного флоту. Учасник Польської кампанії. 19 грудня 1939 року переведений на посаду начальника штабу 2-го повітряного флоту. В жовтні 1940 року призначений главою німецької військово-повітряної місії в Румунії. У Бухаресті він залишався до 15 червня 1942 року. 11 вересня 1942 року призначений командувачем німецькими ВПС в Південній Греції, а 8 вересня 1943 року — військовим комендантом всієї Греції. 27 квітня 1944 року переведений в резерв ОКЛ. З 10 вересня 1944 по 22 січня 1945 року — начальник штабу зв'язку ОКЛ на Південному Сході. 14 березня 1945 року призначений командиром 1-го фельд'єгерського корпусу і командував ним до кінця війни. 8 травня 1945 року здався союзниками. Як підсудний був притягнутий до процесу Американського військового трибуналу у справі командування вермахту на Балканах і 19 лютого 1948 року засуджений до 20 років тюремного ув'язнення. 3 лютого 1951 року звільнений.

## Звання
- Фанен-юнкер (26 червня 1913)
- Фенріх (22 березня 1914)
- Лейтенант (7 серпня 1914)
- Оберлейтенант (22 березня 1918)
- Гауптман (1 квітня 1926)
- Майор (1 жовтня 1933)
- Оберстлейтенант (1 вересня 1935)
- Оберст (1 жовтня 1937)
- Генерал-майор (22 вересня 1939)
- Генерал-лейтенант (19 липня 1940)
- Генерал авіації (1 січня 1942)

## Нагороди
- Залізний хрест 2-го і 1-го класу
- Орден «За військові заслуги» (Вюртемберг), лицарський хрест
- Нагрудний знак «За поранення» в чорному
- Почесний хрест ветерана війни з мечами
- Нагрудний знак пілота
- Медаль «За вислугу років у Вермахті» 4-го, 3-го, 2-го і 1-го класу (25 років)
- Застібка до Залізного хреста 2-го і 1-го класу
- Нагрудний знак спостерігача (Румунія)
- Орден Михая Хороброго 3-го класу (Румунське королівство; 19 вересня 1941)
- Орден «Доблесний авіатор», командорський хрест з мечами (Румунське королівство; 19 вересня 1941)